# Al-Maliha
Al-Maliha (arab. المالحة) – wieś w Syrii, w muhafazie Hama. W 2004 roku liczyła 233 mieszkańców.